# Tema de Dirraquio

Los temas bizantinos hacia el 1025. El de Dirraquio se encuentra en la costa oriental del mar Adriático, aproximadamente en la moderna Albania.

El tema de Dirraquio, Dyrrhachium (en latín) o Dyrrhachion (en griego: θέμα Δυρραχίου) fue una provincia civil-militar bizantina (tema) localizada en la actual costa adriática albanesa. Fue establecida a comienzos del siglo IX con capital en Dirraquio (actual Durrës).

## Historia
La fecha exacta del establecimiento del tema es incierta. Consta un estratego de Dirraquio en el Taktikon Uspensky de c. 842, pero varios sellos de estrategos datan de las décadas anteriores y se han conservado hasta la actualidad. J.B. Bury propuso su creación junto a los temas del Peloponeso y Cefalonia a comienzos del siglo IX y el historiador Jadran Ferluga propuso como fecha el reinado del emperador Nicéforo I (r. 802–811). Durante las guerras bizantino–búlgaras del finales del siglo X y principios del XI, la ciudad parece haber sido autónoma o haber pasado tiempo bajo suzeranía búlgara.
Desde mediados del siglo XI, su gobernador detentó el título de dux o catapán. En 1040–1041, las tropas del tema, bajo Tihomir, se alzaron sumándose al rebelde Pedro Delyan.
Durante el finales del siglo XI y el siglo XII la ciudad de Dirraquio y su provincia fueron de vital improtancia para el Imperio bizantino. La ciudad era la «llave  de Albania» y el punto principal de entrada del comercio e invasiones desde Italia. Su ubicación era además ideal para controlar las acciones de los gobernantes eslavos de los Balcanes occidentales. Por ello el dux de Dirraquio se convirtió en la principal autoridad bizantina en las provincias balcánicas occidentales. Dos gobernadores sucesivos, Nicéforo Brienio el mayor y Nicéforo Basilacio, utilizaron el cargo como base de poder para intentar hacerse con el trono a finales de la década de 1070. La región también jugó una función crucial en las guerras entre normandos y bizantinos siendo ocupada por los normandos entre 1081–1084. Después de su recuperación, el emperador Alejo I Comneno confió el tema a algunos de sus parientes más cercanos. No obstante, los magnates de la ciudad (arcontes) retuvieron autonomía y considerables libertad de acción y fueron quienes en 1205, después del saco de Constantinopla durante la cuarta cruzada, rindieron la ciudad a los venecianos.

## Lista de gobernadores
- León Rabduco (917)
- Nicetas Pegonita, hasta que 1018
- Eustacio Dafnomeles (1018-1029)
- Basilio Sinadeno, c. 1040
- Miguel, c. 1042
- León Pereno, c. 1064
- Miguel Mauricas, finales de 1060s/comienzos de al década de 1070
- Nicéforos Brienio el Mayor, c. 1075
- Nicéforo Basilacio, c. 1078
- Jorge Paleólogo, 1081
- Juan Ducas (1085-1092)
- Juan Comneno (1092-1105)
- Alejo Comneno, 1105-después de 1108
- Alejo Contostefano, segundo trimestre de siglo XII
- Alejo Ducas, mediados del siglo XII
- Constantino Ducas (1175)